# 폭스트론 모델 B
폭스트론 모델 B(영어: Foxtron Model B)는 폭스트론에서 2024년부터 생산 중인 SUV이다.

## 디자인
장거리 사양의 주행 거리는 뉴 유로피언 드라이빙 사이클에서 500 km (310 mi)를 초과하며, 후륜구동과 4륜구동 버전으로 제공되었다. 럭스젠 n7과 기본 차대와 구동계 구성 요소를 공유하며, 단일 모터 버전은 동일한 최대 출력 230 hp (170 kW; 230 PS)과 60kW-hr 용량의 트랙션 배터리를 가졌으며 최대 주행 거리는 NEDC 기준 450 km (280 mi)아다.